# Alexander av Hales
Alexander av Hales (även Halensis, Alensis, Halesius, Alesius; kallad Doctor Irrefragabilis och Theologorum Monarcha), född cirka 1185 i Hales, Gloucestershire, England, död 21 augusti 1245 i Paris, var en skolastisk filosof.
Efter att ha fått sin bildning i det engelska klostret Hales i Gloucester, begav sig Alexander till Paris och gjorde sig där känd som en framstående lärare på det teologisk-filosofiska området. Bara det som har direkt stöd i Bibeln kan enligt honom fastslås som verklig sanning; allt annat är åsikter. Genom en konstfärdig dialektik, som rörde sig inte enbart med Bibeln och kyrkofäderna, utan även med Aristoteles och hela den klassiska litteraturen, lyckades han emellertid att i överraskande grad bringa dessa meningar i överensstämmelse.
Hans främsta arbete är Summa universæ theologiæ (1475), vars dialektiska skärpa förskaffat honom namnet Doctor Irrefragabilis (den ovederlägglige). Till Alexander hänförs bland annat läran om thesaurus supererogationis perfectorum, eller att kyrkan äger att förfoga över en skatt av fromma överloppsverk, vilka de heliga på jorden har utfört. År 1222 ingick Alexander i franciskanerorden och drev som munk den satsen, att tiggandet var förtjänstfullt, arbetet för livsuppehället överflödigt.